# Долар Њу Брансвика
Долар Њу Брансвика (енгл. New Brunswick dollar), је била валута Њу Бранзвика између 1860. и 1867. године. Нови долар је заменио је стару фунту по курсу од 4 долара = 1 фунта (5 шилинга = 1 долар) и била је једнака канадском долару. Њу Брунсвишки долар је замењен канадским доларом по паритету када је Њу Бранзвик ушао у Канадску конфедерацију.

## Кованица
Кованице су издате између 1861. и 1864. године у апоенима од ½, 1, 5, 10 и 20 центи. ½ и 1 цент су исковани у бронзи, а остали апоени у сребру.

## Новчанице
Четири овлашћене банке су у овом периоду издавале новчанице, Банка Њу Брaнсвика, Централна банка Њу Брансвика, Комерцијална банка Њу Брансвика и Народна банка Њу Брансвика. Издати су билиапоени од 1, 2, 3, 4, 5, 8, 10, 20, 50 и 100 долара. На новчаницама Комерцијалне банке су били и апоени у фунтама и шилинзима. Банка Њу Брунсвика и Народна банка Њу Брунсвика наставиле су да издају новчанице након уласка у Конфедерацију.